# Cuencas costeras entre río Valdivia y río Bueno
Las cuencas costeras entre río Valdivia y río Bueno son varias cuencas contiguas exorreicas costeras de régimen pluvial que ocupan un área de 76.260 hectáreas ubicadas en las Región de Los Ríos y que la Dirección General de Aguas reúne en el ítem 102 del inventario BNA de cuencas de Chile.

## Límites y relieve

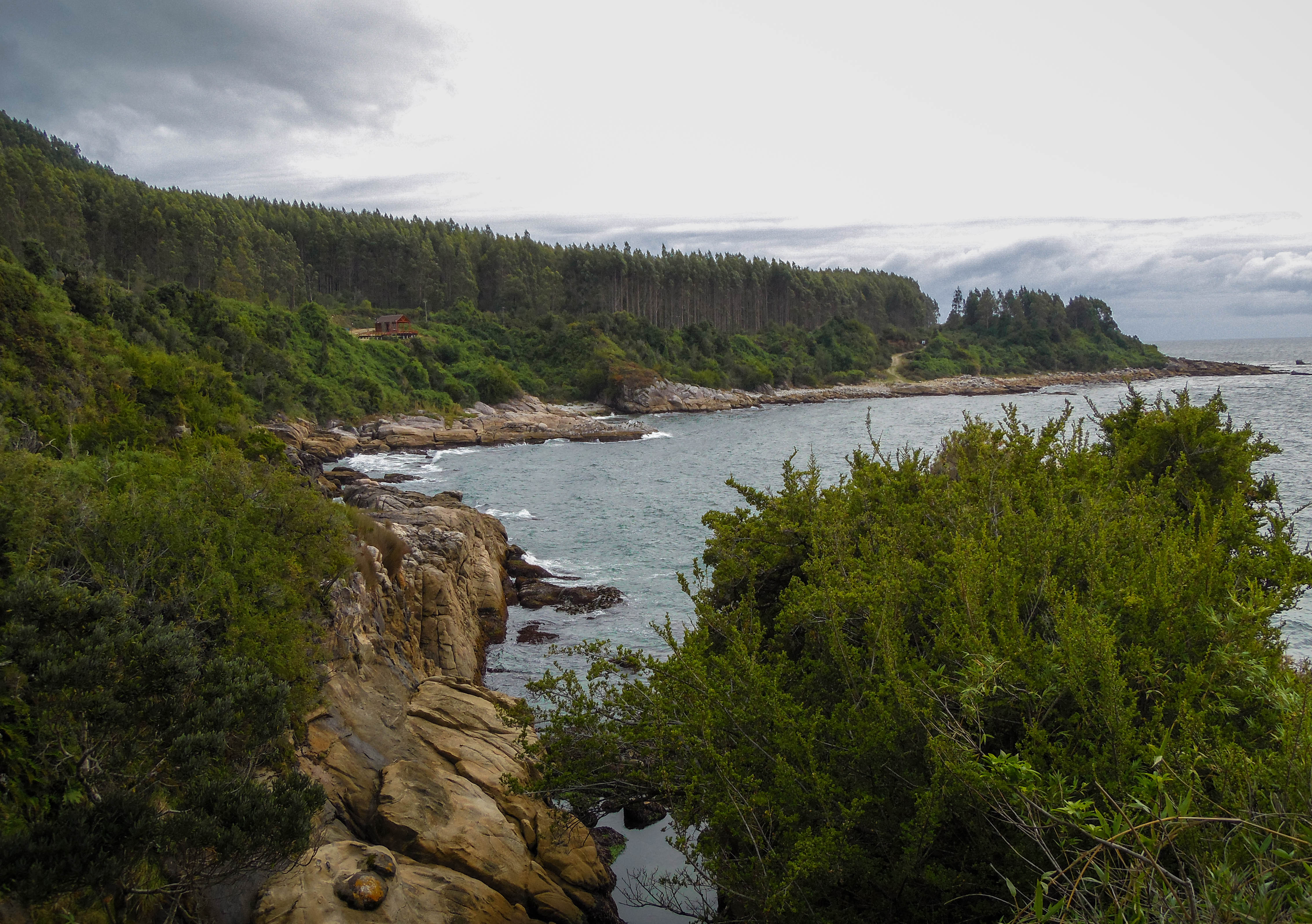
Reserva costera Valdiviana.

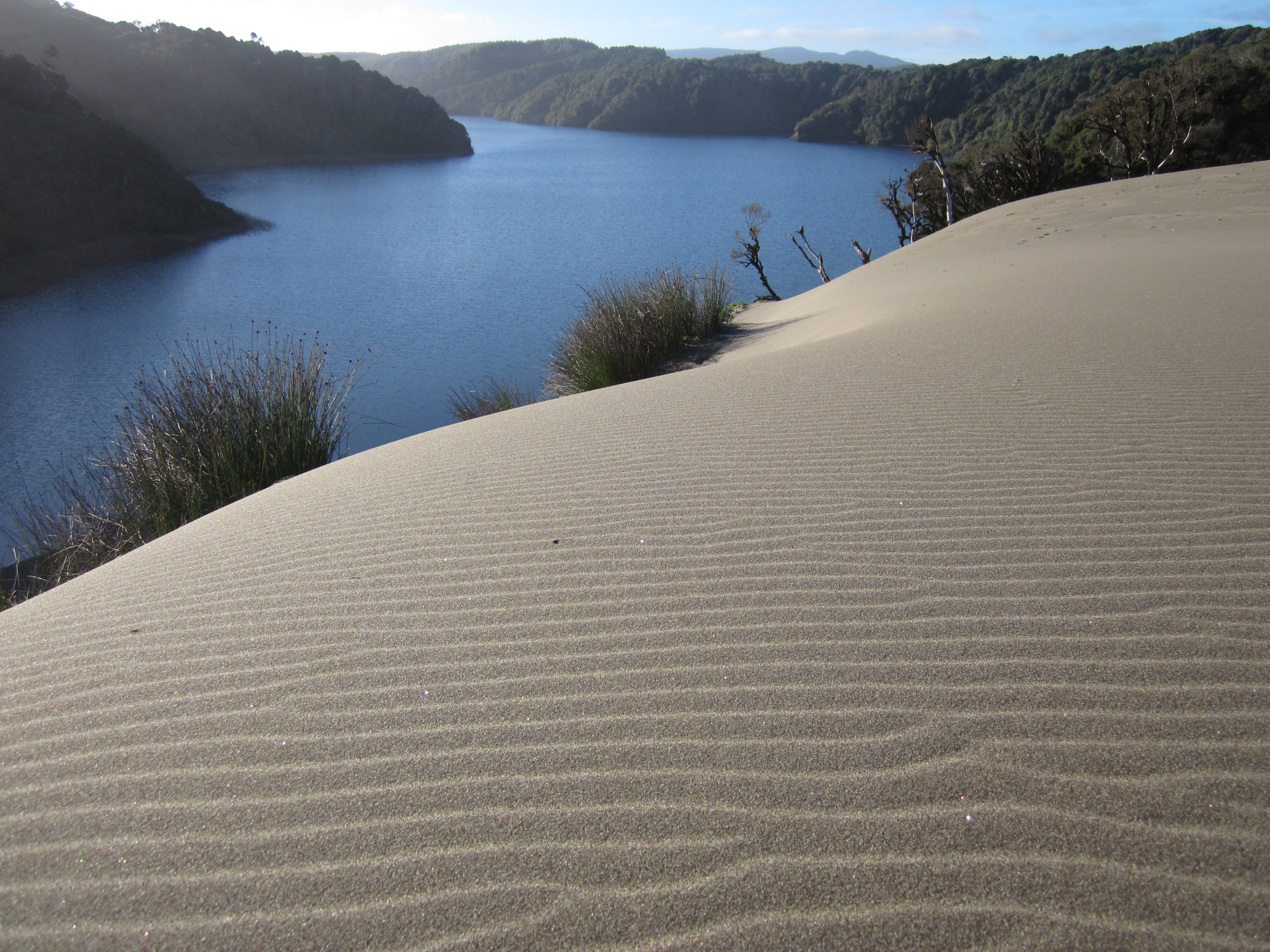
Laguna Colun,

Bahía Chaihuín desde Torre Chaihuín.

Al norte y al este limitan con la cuenca del río Valdivia y al sur con la cuenca del río Bueno. 
Esta zona pertenece también al plan de zonificación del borde costero de la Region de Los Ríos, una propuesta de desarrollo presentada por el gobierno regional que informa sobre proyectos en la zona costera.: 14 
La vegetación dominante en la zona costera es el Ecorregión bosque valdiviano.: 29 

## Población
El sistema de información y monitoreo de biodiversidad del Ministerio del Medio Ambiente de Chile señala la siguiente distribución de la superficie de la cuenca entre las comunas (el porcentaje es de la cuenca):
| Región   | Provincia | Comuna   | Hectáreas  | Porcentaje |
| -------- | --------- | -------- | ---------- | ---------- |
| Los Ríos |           |          | 75.201,903 | 98,612%    |
|          | Ranco     |          | 37.105,539 | 48,657%    |
|          |           | La Unión | 37.105,539 | 48,657%    |
|          | Valdivia  |          | 38.096,364 | 49,956%    |
|          |           | Corral   | 38.096,364 | 49,956%    |

## Subdivisiones
La Dirección General de Aguas subdivide o reúne las cuencas de Chile acorde a las necesidades de estudio y gestión. Existen dos inventarios que han logrado ser aceptados como principales, el inventario de cuencas del Banco Nacional de Aguas (BNA) de 1978, de mayor uso, y el inventario de cuencas del Departamento de Administración de Recursos Hídricos (DARH) de 2014 de mejor cartografía que ha obligado a redefinir algunos límites, a veces con cambios mayores, pero también por algunas redefiniciones del concepto de subcuenca.
Bajo el BNA el código del ítem es 102 y con el DARH es 1402.
La subdivisión del BNA es como sigue:
| Cuenca                                                           | Subcuenca | Subsubcuenca | Aguas                                                       | Área drenaje km² | Observaciones |
| ---------------------------------------------------------------- | --------- | ------------ | ----------------------------------------------------------- | ---------------- | ------------- |
| 102 Cuencas costeras entre Río Valdivia y Río Bueno (102) (mapa) |           |              |                                                             |                  |               |
| 102                                                              | 1020      | 10200        | Costeras entre Río Valdivia y Río Chaihuin                  | 122              |               |
| 102                                                              | 1021      | 10210        | Río Chaihuin                                                | 308              |               |
| 102                                                              | 1022      | 10220        | Río Colun                                                   | 214              |               |
| 102                                                              | 1023      | 10230        | Costeras entre Río Colun y Río Bueno                        | 119              |               |
| total:                                                           | 4         | 4            | Región: XIV (100%) / Tipo: Exorreica / Desemb.: O. Pacífico | 763              |               |

La disposición de cuencas en el inventario DARH es la siguiente:
| Código | Nombre                                          | Código en mapa                                  | Tipología de cuenca                             | Vertiente de cuenca                             | Origen de cuenca                                | Temperatura media anual (C°)                    | Temperatura máxima (C°)                         | Temperatura mínima (C°)                         | Precipitación anual (mm)                        | Número de estaciones fluviométricas             | Número de estaciones pluviométricas             | Área (km²)                                      |
| ------ | ----------------------------------------------- | ----------------------------------------------- | ----------------------------------------------- | ----------------------------------------------- | ----------------------------------------------- | ----------------------------------------------- | ----------------------------------------------- | ----------------------------------------------- | ----------------------------------------------- | ----------------------------------------------- | ----------------------------------------------- | ----------------------------------------------- |
| 1402   | Cuencas Costeras entre Río Valdivia y Río Bueno | Cuencas Costeras entre Río Valdivia y Río Bueno | Cuencas Costeras entre Río Valdivia y Río Bueno | Cuencas Costeras entre Río Valdivia y Río Bueno | Cuencas Costeras entre Río Valdivia y Río Bueno | Cuencas Costeras entre Río Valdivia y Río Bueno | Cuencas Costeras entre Río Valdivia y Río Bueno | Cuencas Costeras entre Río Valdivia y Río Bueno | Cuencas Costeras entre Río Valdivia y Río Bueno | Cuencas Costeras entre Río Valdivia y Río Bueno | Cuencas Costeras entre Río Valdivia y Río Bueno | Cuencas Costeras entre Río Valdivia y Río Bueno |
| 140200 | Corral                                          | 0                                               | Exorreica                                       | Pacífico                                        | Pluvial                                         | 10.0                                            | 20.0                                            | 3.0                                             | 2267.9                                          | 0                                               | 0                                               | 137.6                                           |
| 140201 | Río Chaihuín                                    | 0                                               | Exorreica                                       | Pacífico                                        | Pluvial                                         | 8.9                                             | 18.6                                            | 2.2                                             | 2221.4                                          | 0                                               | 0                                               | 300.3                                           |
| 140202 | Río Colún                                       | 0                                               | Exorreica                                       | Pacífico                                        | Pluvial                                         | 9.6                                             | 18.7                                            | 3.2                                             | 2287.2                                          | 0                                               | 0                                               | 205.8                                           |
| 140203 | Estero Hueicolla                                | 0                                               | Exorreica                                       | Pacífico                                        | Pluvial                                         | 9.1                                             | 18.1                                            | 2.7                                             | 2196.0                                          | 0                                               | 0                                               | 120.6                                           |

## Hidrología

### Red hidrográfica
Los cuerpos de agua considerados en esta categoría son:

### Caudales y régimen
El inventario DARH cataloga todas las cuencas de este ítem 1402 como de régimen pluvial.

### Humedales
No hay registros de humedales reconocidos por el Ministerio del Medio Ambiente.

### Glaciares
El inventario público de glaciares de Chile 2022 no registra glaciares en estas cuencas.

## Clima
El Atlas agroclimático de Chile distingue solo un distrito agroclimáticos en la cuenca, por cierto el 9-10-1, que tiene las siguientes características:
- 9-10-1 Templado cálido mesotermal con régimen de humedad per húmedo (Cfb1pH). La temperatura oscila entre un máximo de enero de 21,6 °C (máx de 23,9 °C y mín de 17,4 °C dentro del distrito) y un mínimo de Julio de 5,4 °C (máx de 6 °C y mín de 4,3 °C dentro del distrito). Tiene un promedio de 269 días consecutivos libres de heladas. En el año se registra un promedio de 5 heladas.El período de temperaturas favorables a la actividad vegetativa dura 7 meses. Registra anualmente 892 días grado y 666 horas de frío acumuladas hasta el 31 de Julio. La precipitación media anual es de 1.951 mm y un período seco de 0 meses, con un déficit hídrico de 122 mm/año.El período húmedo dura 8 meses durante los cuales se produce un excedente hídrico de 1.102 mm.

Diagrama Walter Lieth para la ciudad de Valdivia, al noreste, fuera, del ítem 102.

Los diagramas Walter Lieth muestran con un área azul los periodos en que las precipitaciones sobrepasan la cantidad de agua que el calor del sol evapora en el mismo lapso de tiempo, (un promedio de 10 °C mensuales evaporan 20 mm de agua caída) dejando un clima húmedo. Por el contrario, las zonas amarillas indican que durante ese tiempo el agua caída puede ser evaporada por el calor del sol. El área gris señala meses muy húmedos.

## Áreas bajo protección oficial y conservación de la biodiversidad
La página del Ministerio del Medio Ambiente registra el espacio protegido [[parque nacional	Alerce Costero]].
Existe además el sitio de conservación privado reserva costera Valdiviana.